# L'Arpeggiata
L'Arpeggiata es un conjunto internacional de música antigua y tradicional vocal e instrumental.

## Historia

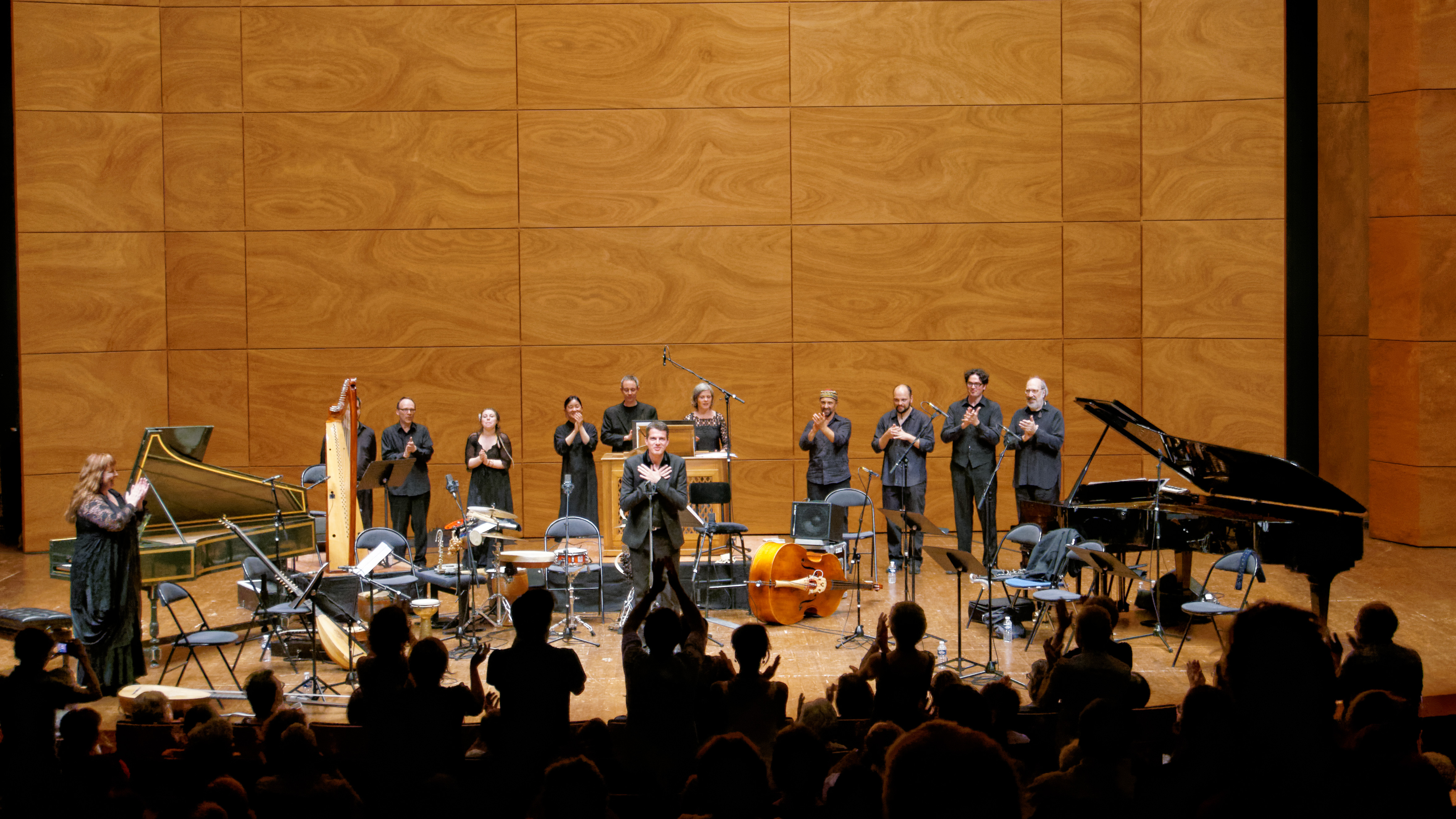
Actuación en la Casa de Cultura de Grenoble, en el 2014.

L'Arpeggiata fue fundada en el año 2000 por la arpista, laudista y tiorbista austríaca Christina Pluhar.
El conjunto reúne artistas venidos de horizontes musicales variados, originarios de Europa y otros continentes, en torno a proyectos elaborados por Christina Pluhar.
Ha actuado en numerosos festivales, como el Oude Muziek Utrecht, el Festival des Flandres, los Rencontres à Vézelay, el festival Pfingstfestspiele Melk, el festival de la abadía de Ambronay, el festival de música barroca de Pontoise, el Festival de Música Antigua de San Petersburgo, el festival de Sully-sur-Loira, el festival del Alto Jura, el festival de la Vézère, el festival de Música Antigua de Daroca, el festival de Torroella de Montgrí, el Festival de música de Potsdam Sanssouci, el festival Atlántico Açores y el festival Misteria Paschalia de Cracovia.

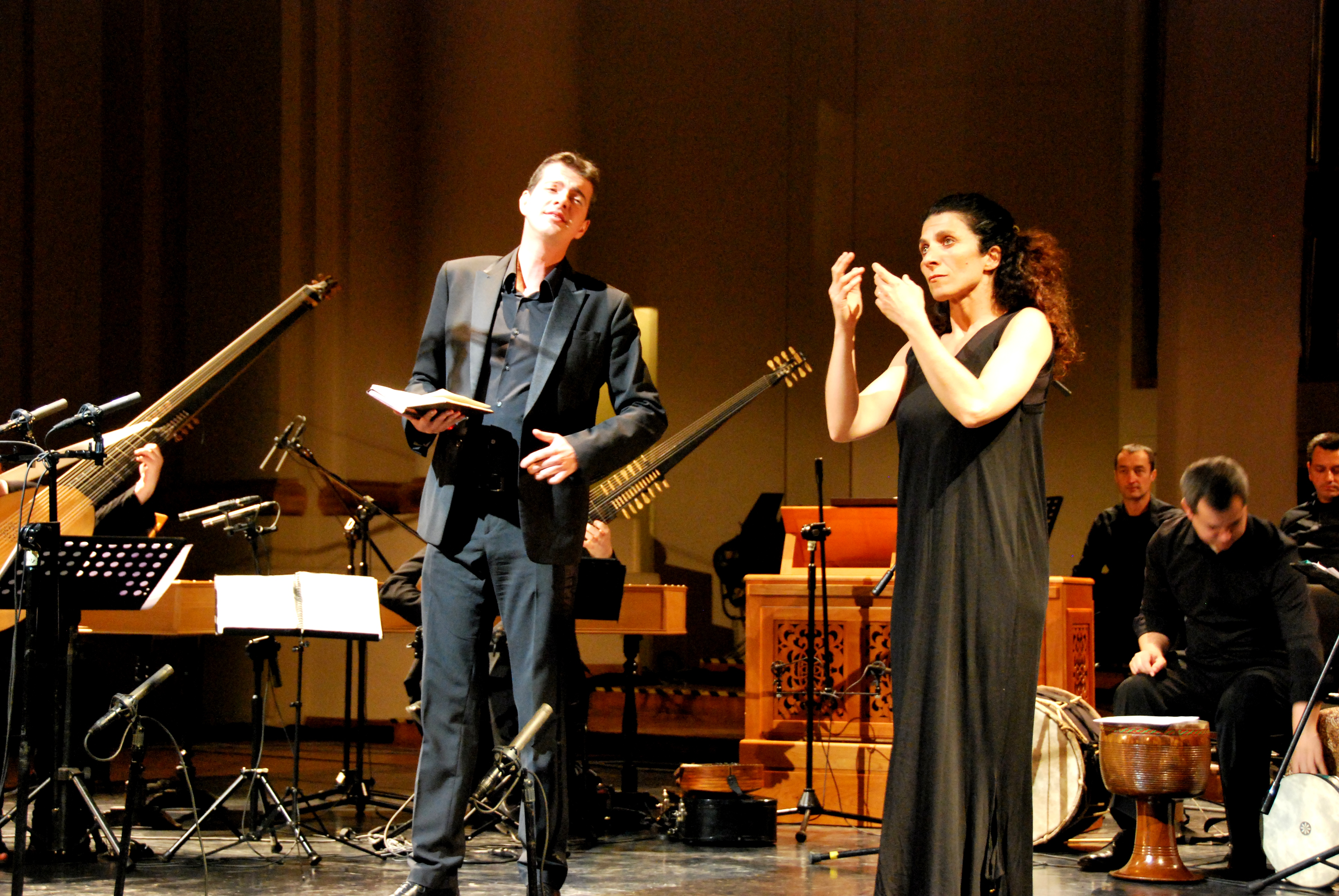
Philippe Jaroussky y Anna Degodurante una actuación de L'Arpeggiataen el Misteria Paschalia (2011).

## Selección discográfica
- Kapsberger: La Villanella[5] con Johannette Zomer, Pino de Vittorio[6] y Hans Jörg Mammel.[7] Alpha[8] (2001)
- Stefano Landi: Homo fugi velut umbra. Alpha (2002)
- La Tarantella: Antidotum Tarantulae,[9] con Lucilla Galeazzi[10] y Marco Beasley.[11] Alpha (2002)
- All'Improvviso - Ciaccone, Bergamasche e un po'di folie,[12] con Marco Beasley y Lucilla Galeazzi. Alpha (2004)
- Emilio de' Cavalieri: Rappresentatione di Anima e di Corpo Alpha (2004)
- Los Imposibles, con Pepe Habichuela. Naïve Records
- Monteverdi: Teatro de Amore. Virgin Classics (2009)[13]
- Vía Crucis,[14] con Núria Rial, Philippe Jaroussky, Barbara Furtuna[15] Virgin Classics (2010)
- Monteverdi: Vespro della Beata Vergine. 2CD. Virgin Classics (2011)
- Los pájaros perdidos - The South American Project con Philippe Jaroussky. Virgin Classics (2012)